# Castelnauphylla ovata
Castelnauphylla ovata är en skalbaggsart som beskrevs av Marc Lacroix 1999. Castelnauphylla ovata ingår i släktet Castelnauphylla och familjen Melolonthidae. Inga underarter finns listade.